# ريتا آزيفيدو غوميز
ريتا آزيفيدو غوميز (بالبرتغالية: Rita Azevedo Gomes‏) هي مخرجة برتغالية، ولدت في 1952 في لشبونة في البرتغال.

## وصلات خارجية
- ريتا آزيفيدو غوميز على موقع IMDb (الإنجليزية)
- ريتا آزيفيدو غوميز على موقع ألو سيني (الفرنسية)
- ريتا آزيفيدو غوميز على موقع قاعدة بيانات الفيلم (الإنجليزية)